# 2. мај
2. мај (02.05) је 122. дан у години по грегоријанском календару (123. у преступној години). До краја године има још 243 дана.

## Догађаји
- 1885 — Белгијски краљ Леополд II прогласио се за краља нове Слободне државе Конго.
- 1902 — Премијерно је приказан први научнофантастични филм, Пут на месец
- 1933 — Канцелар Немачке Адолф Хитлер укинуо синдикате.
- 1945 — Совјетске трупе освојиле Берлин, у Другом светском рату.
- 1951 — Савет Европе прихватио Западну Немачку као пуноправног члана.
- 1953 — Краљ Хусеин званично постао краљ Јордана.
- 1953 — Краљ Фејсал II званично преузео власт у Ираку.
- 1960 — Извршена смртна казна над Американцем Керилом Чесменом, осуђеним за отмицу и силовање. Чекајући извршење пресуде, које је осам пута одлагано захваљујући упорној и вештој одбрани, у затвору је написао три књиге које су постале бестселери.
- 1965 — У употребу ушао први комуникациони сателит за пренос телевизијске слике.
- 1967 — У Стокхолму почео рад Међународни суд за ратне злочине, који је касније пресудио да су САД криве за агресију на Вијетнам.
- 1970 — Америчка Национална гарда на универзитету Кент је пуцала у студенте који су протестовали против Вијетнамског рата и убила њих четворо.
- 1990 — Афрички национални конгрес Нелсона Манделе и Влада Јужне Африке у Кејптауну почели разговоре о окончању власти беле мањине у тој земљи.
- 1992 — Окупација Хрватске војске српског села Нос Калик у Далмацији.
- 1993 — Председник Републике Српске Радован Караџић у Атини потписао Венс-Овенов план за Босну под условом да га прихвати Скупштина РС. Скупштина РС касније је одбацила план, оценивши да су мапе разграничења с босанским муслиманима и Хрватима крајње неповољне за Србе у Босни, а рат у Босни настављен.
- 1994 — Нелсон Мандела и његов Афрички национални конгрес победили на изборима у Јужној Африци.
- 1995 — Шест особа погинуло, а 176 рањено када су пројектили крајишких Срба погодили центар Загреба.
- 1999 — Авијација НАТО у нападима на Југославију употребила "графитне бомбе" које су изазвале распад електроенергетског система у Србији. Око 70 одсто територије Србије остало у мраку.
- 2000 — У Сијера Леонеу побуњеници Уједињеног револуционарног фронта заробили 500 припадника мировних снага Уједињених нација. Затвореници у наредном периоду пуштани у мањим групама, а 15. јула, после војне интервенције мировних снага, коначно сви ослобођени.
- 2001 — Ронилац Живадин Ђорђевић изјавио листу "Тимочка крими-ревија" да је у пролеће 1999. из реке Дунав извучена хладњача с 50 тела која су касније тајно закопана у масовну гробницу. У наредним месецима полиција Србије открила неколико масовних гробница у којима су, како се претпоставља, закопани албански цивили убијени током сукоба на Косову.

- 2001 - Бивши припадник Кју-клукс-клана Томас Блантон осуђен на доживотну робију због постављања бомбе у цркви у Бирмингему, у америчкој држави Алабама 1963, која је за последицу имала смрт четири црнкиње.

- 2003 — Председник САД Џорџ Буш саопштио да је главни део борбених операција у Ираку завршен, чиме је званично окончан рат у Ираку.
- 2004 — Милорад Улемек, бивши командант Јединице за специјалне операције и првооптужени за убиство премијера Србије Зорана Ђинђића, предао се београдској полицији после 14 месеци скривања.
- 2014 — У пожару у згради Дома синдиката у Одеси, на југоистоку Украјине, погинуло је 48 проруских демонстраната док је више од 200 рањено док су припадници украјинских радикалних десничарских организација убацивали Молотовљеве коктеле, а неке од њих су палицама ударали.

## Рођења
- 1729 — Катарина Велика, руска царица немачког порекла. (прем. 1796)[1]
- 1852 — Пера Тодоровић, српски новинар, писац и политичар. (прем. 1907)[2]
- 1860 — Теодор Херцл, аустроугарски новинар, драматург, политички активиста и писац, познат као зачетник ционистичког покрета. (прем. 1904)[3]
- 1885 — Хеда Хопер, америчка глумица и новинарка. (прем. 1966)[4]
- 1903 — Бенџамин Спок, амерички педијатар. (прем. 1998)[5]
- 1935 — Луис Суарез, шпански фудбалер и фудбалски тренер (прем. 2023)[6]
- 1936 — Норма Алеандро, аргентинска глумица.[7]
- 1943 — Мустафа Надаревић, босанскохерцеговачки глумац и редитељ. (прем. 2020)[8]
- 1946 — Дејвид Суше, енглески глумац.[9]
- 1950 — Мухарем Сербезовски, македонско-босанскохерцегоачки певач, писац, преводилац и политичар.
- 1952 — Кристин Барански, америчка глумица, певачица и продуценткиња.[10]
- 1970 — Бојан Пајтић, српски политичар и правник.[11]
- 1972 — Двејн Џонсон, амерички глумац, продуцент и рвач.[12]
- 1975 — Дејвид Бекам, енглески фудбалер.[13]
- 1980 — Ели Кемпер, америчка глумица и комичарка.[14]
- 1981 — Тијаго Мендеш, португалски фудбалер.[15]
- 1983 — Тина Мазе, словеначка алпска скијашица.[16]
- 1984 — Табо Сефолоша, швајцарски кошаркаш.[17]
- 1985 — Лили Ален, енглеска музичарка.[18]
- 1987 — Филип Филиповић, српски ватерполиста.[19]
- 1990 — Ивана Максимовић, српска стрелкиња.[20]
- 1990 — Пол Џорџ, амерички кошаркаш.
- 2005 — Јан Карло Симић, српски фудбалер.

## Смрти
- 373 — Атанасије Велики, александријски патријарх (328 — 373), хришћански светац и један од четири оца православне цркве (рођ. отприлике 293).
- 907 — Борис Михаило, први бугарски хришћански кнез (852 — 889) и национални светац.[21]
- 1519 — Леонардо да Винчи, италијански вајар, архитекта и сликар. (рођ. 1452)[22]
- 1567 — Марин Држић, дубровачки ренесансни песник и драмски писац.[23]
- 1683 — Стјепан Градић, дипломата, филозоф, математичар, физичар, песник, исусовац и преводилац из Дубровачке републике. (рођ. 1613)[24]
- 1857 — Алфред де Мисе, француски писац.[25]
- 1892 — Аугуст Вилхелм фон Хофман, немачки хемичар.[26]
- 1914 — Јован Скерлић, књижевни критичар[27]
- 1957 — Џозеф Макарти, амерички политичар, сенатор.[28]
- 2011 — Осама бин Ладен саудијски мултимилионер (члан веома богате породице Бин Ладен) и вођа Ал каиде, милитантне исламистичке организације која је извела више терористичких напада широм света.[29]
- 2013 — Иван Турина, хрватски фудбалер. (рођ. 1980)[30]
- 2017 — Вилхелм Тоток, немачки библиотекар, библиограф историје филозофије. (рођ. 1921)
- 2021 — Агнија Станић, српска игуманија Манастира Боговађе. (рођ. 1940)

## Празници и дани сећања
- Српска православна црква слави:
  - Преподобног Јована Ветхопешчерника
  - Свете мученике Христофора, Теону и Антонина
  - Светог Трифуна - патријарха Цариградског
  - Преподобног мученика Агатангела
  - Преподобног Симеона Босог